# احتجاجات الإصلاح القضائي الإسرائيلي 2023
بدأت سلسلة من الاحتجاجات في الشوارع والإضرابات والإضرابات عن الطعام في إسرائيل في أوائل عام 2023 استجابةً لضغط الحكومة الحاكمة من أجل إصلاح قضائي واسع النطاق. كانت الاحتجاجات تحدث في المدن في جميع أنحاء البلاد كل يوم سبت منذ 7 يناير، وكذلك في أيام الأسبوع المحددة.

## خلفية
منذ الأزمة السياسية التي بدأت في عام 2018، أجريت عدة انتخابات مبكرة بعد محاولات فاشلة لتشكيل ائتلاف حاكم. كانت انتخابات 2021 أول انتخابات أسفرت عن تشكيل حكومة ناجح. وانهار الائتلاف الحالي، الذي كان يتمتع بأغلبية مقعد واحد، في يونيو 2022 بعد انشقاق أحد أعضائه. في الانتخابات التشريعية التي تلت ذلك، هُزمت الحكومة الحالية، بقيادة يائير لبيد، من قبل ائتلاف من الأحزاب اليمينية بقيادة رئيس الوزراء السابق بنيامين نتنياهو، الذي شكل حكومة جديدة تولت السلطة في 29 ديسمبر 2022.
في 4 يناير 2023، أعلن وزير العدل المعين حديثًا ياريف ليفين عن خطط لإصلاح القضاء الإسرائيلي، بما في ذلك الحد من سلطة المحكمة العليا والمستشارين القانونيين للحكومة، ومنح الائتلاف الحاكم أغلبية في اللجنة التي تعين القضاة. بعد الإعلان، أعلنت عدة منظمات، بما في ذلك وزير الجريمة وأمديم بياشاد، عزمها تنظيم احتجاجات في تل أبيب في 7 يناير.
بعد إعلان رئيس الوزراء نتنياهو في 27 مارس / آذار عن توقف في التشريع القضائي، بدأ المتظاهرون المضادون في القيام باحتجاجاتهم الخاصة حيث احتج عشرات الآلاف لصالح التغييرات.

## الأحداث

### يناير

#### 7 يناير
نُظم احتجاج حضره حوالي 20 ألف شخص في ميدان حبيمة في تل أبيب في 7 يناير 2023، حيث ظهر أيمن عودة كمتحدث ضيف. ونظمت مظاهرة أصغر في حيفا وحضرها 200 شخص.
وتجمع المتظاهرون في مدينة تل أبيب يوم السبت، بعد أيام من أداء الحكومة الأكثر يمينية ومحافظة دينيا في تاريخ البلاد الممتد على مدى 74 عاما، اليمين الدستورية. وتخطط الحكومة لإصلاحات شاملة، من توسيع المستوطنات غير القانونية في الضفة الغربية المحتلة إلى إضعاف سلطة القضاء. ورفع المتظاهرون لافتات تحمل شعارات من بينها "الديمقراطية في خطر" و"معا ضد الفاشية والفصل العنصري".

#### 11 ينانير
دعت المعارضة الإسرائيلية إلى احتجاجات شعبية حاشدة ضد خطة الحكومة الجديدة لإضعاف المحكمة العليا والمؤسسات الديمقراطية الأخرى.
لماذا هذا مهم: لقد أدت الخطة، التي تم الإعلان عنها بعد أقل من أسبوعين من تولي حكومة رئيس الوزراء بنيامين نتنياهو اليمينية السلطة، إلى تعميق الانقسامات السياسية وإثارة المخاوف بين البعض من أن التوترات المتزايدة قد تؤدي إلى تمزيق المجتمع الإسرائيلي.
فلنتعرف سريعا على ما حدث: قدم وزير العدل الإسرائيلي ياريف ليفين الأسبوع الماضي خطة الحكومة لما أسماه "الإصلاح القضائي".
ومن شأن هذه الخطة، إذا تم تنفيذها، أن تحد بشكل كبير من قدرة المحكمة العليا على مراجعة القوانين وإلغائها. وتتضمن الخطة تمرير قانون من شأنه أن يسمح للائتلاف الحاكم بإلغاء أحكام المحكمة العليا بأغلبية بسيطة تبلغ 61 صوتًا في الكنيست المؤلف من 120 عضوًا. ويسعى مشروع القانون أيضًا إلى إنهاء قدرة المحكمة العليا على إلغاء القرارات الإدارية التي تتخذها الحكومة على أساس "المعقولية"، مما يؤدي إلى تقليص الرقابة القضائية بشكل كبير. وتتضمن الخطة منح الحكومة والائتلاف في البرلمان السيطرة المطلقة على تعيين القضاة. وبالإضافة إلى ذلك، تتضمن الخطة تغيير القانون بحيث يتمكن الوزراء من تعيين معينين سياسيا كمستشارين قانونيين في وزاراتهم، وهو الأمر الذي ليس من ضمن سلطتهم اليوم.

#### 14 يناير
ونظمت مظاهرة ثانية في ساحة حبيمة بعد أسبوع من المظاهرة الأولى. وشارك في المظاهرة قرابة 80 ألف شخص، فيما نظمت مسيرات أخرى في حيفا والقدس، بلغ عددهم 2500 و 3000 شخص على التوالي، مع منظمة شمريم الحبيت همشوتاف (حماية البيت المشترك) التي ترأست الاحتجاجات في القدس.
ووصف المتظاهرون التغييرات التي اقترحها رئيس الوزراء بنيامين نتنياهو بأنها هجوم على الحكم الديمقراطي. وتأتي هذه التغييرات بعد تولي الحكومة الأكثر تديناً وتشدداً في تاريخ إسرائيل. كما أقيمت مسيرات خارج مقر إقامة رئيس الوزراء في القدس وفي مدينة حيفا الشمالية، حسبما ذكرت وسائل إعلام محلية. واشتبكت مجموعة من المتظاهرين مع الشرطة أثناء محاولتهم إغلاق طريق رئيسي، طريق أيالون، في تل أبيب.

#### 21 يناير
وسرعان ما تبع ذلك احتجاج آخر في شارع كابلان بوسط تل أبيب. وقدرت الشرطة الإسرائيلية أن أكثر من 100000 شخص شاركوا في الاحتجاج، مع حدوث احتجاجات أصغر في مدن مثل حيفا والقدس و بئر السبع.

#### 28 يناير

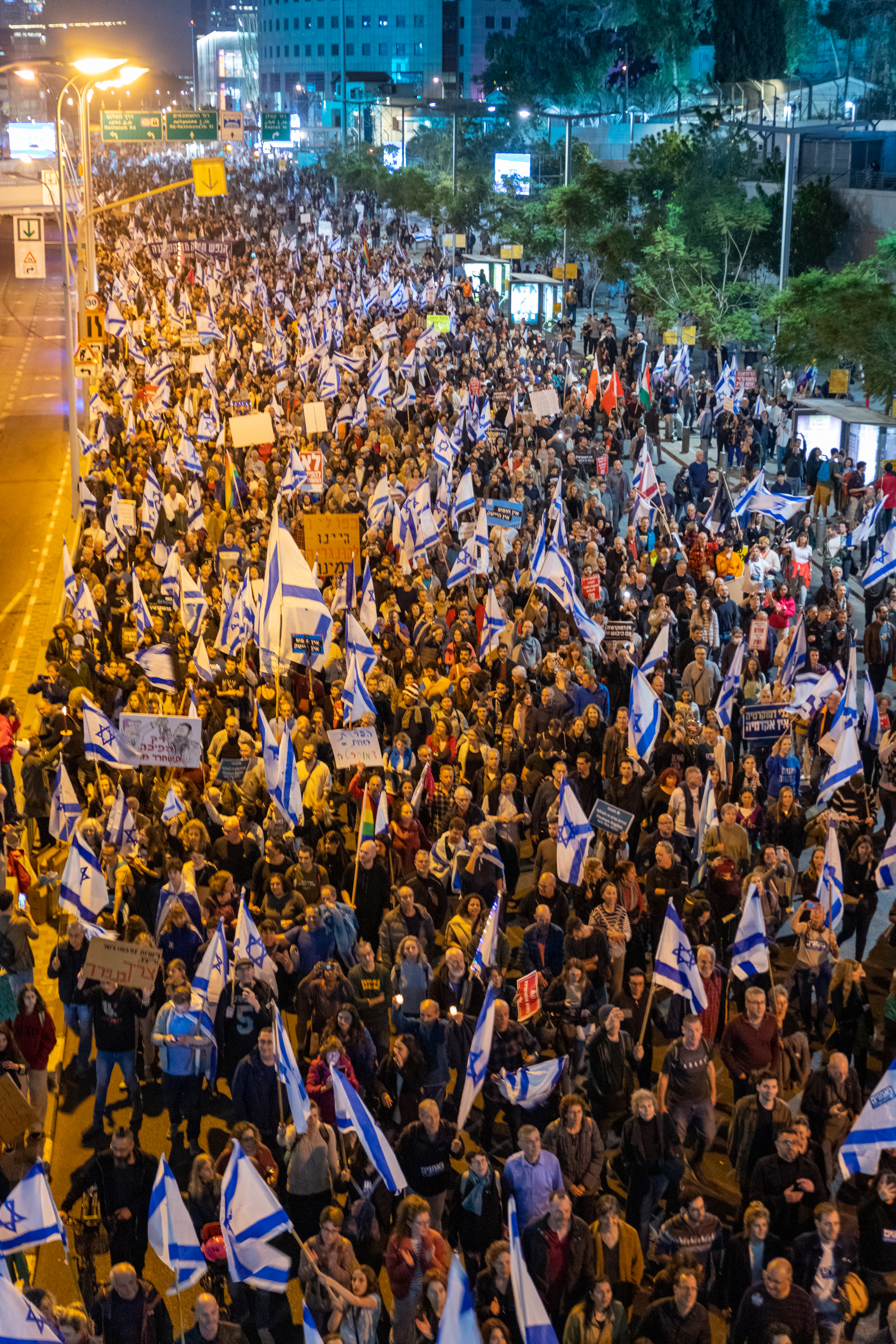
مظاهرة في شارع بيغن في تل أبيب ، 28 يناير 2023

ونظمت مظاهرة رابعة يوم 28 يناير في شارع كابلان أيضًا. انخفض عدد المتظاهرين في تل أبيب وزادت أعدادهم في حيفا والقدس. في هذا الوقت تقريبًا، بدأت الاحتجاجات تحظى باهتمام دولي عندما زار وزير الخارجية الأمريكي أنطوني بلينكن إسرائيل وتحدث مع نتنياهو حول الإصلاح القضائي.

#### 29 يناير
احتج عشرات الآلاف من الإسرائيليين في مختلف أنحاء البلاد ضد الحكومة اليمينية للأسبوع الرابع على التوالي. وقد أقيمت المظاهرة الأخيرة يوم السبت، حيث حمل المتظاهرون الأعلام الإسرائيلية في شارع كابلان في تل أبيب وهم يهتفون "لا للدكتاتورية" و"الديمقراطية". وكما حدث في الأسابيع الماضية، كان الاحتجاج موجهاً في المقام الأول ضد التغييرات التي اقترحتها الحكومة والتي من شأنها إضعاف النظام القضائي.

### شهر فبراير

#### 3 فبراير
القدس ــ في كل مساء سبت من الشهر الماضي، شارك آلاف الإسرائيليين في احتجاجات مناهضة للحكومة في مختلف أنحاء البلاد. وتكشف اللافتات التي صنعوها يدويا عن محور المظاهرات: "الديمقراطية للجميع"، كما تقول إحدى اللافتات بالعبرية والإنجليزية. وتؤكد لافتات أخرى على دعم المشاركين للمحكمة العليا الإسرائيلية، التي تتعرض استقلاليتها للتهديد من قِبَل حكومة رئيس الوزراء بنيامين نتنياهو اليمينية المتطرفة. ومع ذلك، وعلى الرغم من الحركة المتنامية ضد حكومة نتنياهو، كانت هناك أحاديث عن تأجيل الاحتجاج الأخير، الذي عقد يوم السبت الماضي.

#### 4 فبراير
وخرجت مظاهرة خامسة في شارع كابلان. وقدرت صحيفة "هآرتس" أن 60.000 شخص شاركوا في الاحتجاجات على الصعيد الوطني، بينما تضمنت تقديرات جيروزاليم بوست أكثر من 100.000 شخص في تل أبيب وحدها. اندلعت الاحتجاجات في جميع أنحاء البلاد مع تنظيم مسيرات في مدن مثل ريشون لتسيون ونيس زيونا وهرتسليا.

#### 11 فبراير
ونظمت مظاهرة سادسة في شارع كابلان، حيث ظهرت وزيرة الخارجية السابقة تسيبي ليفني كمتحدثة ضيفة. وقدرت صحيفة "هآرتس" أن 50.000 شخص شاركوا في المظاهرة، بالإضافة إلى 30.000 شخص آخرين شاركوا في احتجاجات أخرى في جميع أنحاء البلاد، بما في ذلك كفار سابا والقدس وحيفا. يقدر المنظمون أن 150.000 شخص حضروا احتجاج كابلان وحده.

#### 13 فبراير
في 8 فبراير، أعلن رئيس لجنة الدستور والقانون والقضاء في الكنيست، سيمشا روثمان، أنه سيصوت على إحالة العديد من الإصلاحات إلى الكنيست بكامل هيئتها، بما في ذلك قانون يمنح الائتلاف أغلبية في لجنة التعيينات القضائية، بتاريخ 13 فبراير. في اليوم السابق، أعلن العديد من قادة الاحتجاج، بمن فيهم رئيس هيئة الأركان العامة السابق موشيه يعلون وحركة جودة الحكم في إسرائيل، عن عزمهم تنظيم إضراب عام واحتجاج خارج مبنى الكنيست في نفس التاريخ، والذي كان يُعتقد أنه تاريخ التصويت قبل الإعلان.
تجمع أكثر من 100000 شخص للاحتجاجات في القدس في 13 فبراير، بينما أضرب الأفراد في العديد من الصناعات، بما في ذلك الأطباء والعاملين في مجال التكنولوجيا. في ذلك اليوم، صوتت لجنة الدستور 9-7 لصالح الإصلاحات.
احتج عشرات الآلاف من الإسرائيليين خارج البرلمان الإسرائيلي ضد خطط الإصلاح القضائي المثيرة للجدل والتي أدت إلى انقسام البلاد. وشهدت إسرائيل بعض أكبر المظاهرات منذ سنوات منذ الكشف عن الخطط الشهر الماضي. ومن شأن هذه الخطط أن تحد من سلطة المحكمة العليا وتمنح الحكومة المزيد من القول بشأن التعيينات القضائية إذا تم تمريرها. ويقول المنتقدون إنها ستقوض الديمقراطية؛ وتزعم الحكومة أن الإصلاحات ستعززها. وقالت هيليت من نيس تسيونا، جنوب تل أبيب، والتي جاءت مع ابنتها: "أشعر بضيق شديد، وتوتر شديد، ولدي الكثير من الليالي بلا نوم". وأضافت: "أعتقد أنهم سيتغيرون. وآمل ذلك... لكنني أعتقد أن ذلك لن يحدث إلا لفترة وجيزة. ثم ستتغير الأمور مرة أخرى إلى الأسوأ". وكان دوري، وهو محام من تل أبيب، من بين الآلاف الذين أغلقت مكاتبهم لتمكين الموظفين من حضور الاحتجاجات. وقال: "أنا هنا لأن قلبي تمزق إلى أشلاء عندما رأيت ما تفعله الحكومة الجديدة بالديمقراطية الإسرائيلية". "إنهم يمزقون روح هذا البلد. ويهددون قوة النظام القانوني. ولا أستطيع أن أتصور حدوث ذلك دون أن أحتج عليه".

#### 18 فبراير
في 18 فبراير، سار المتظاهرون في تل أبيب ومدن أخرى في جميع أنحاء إسرائيل، بمناسبة عطلة نهاية الأسبوع السابعة من المظاهرات منذ تقديم الإصلاحات القضائية. ذكر المنظمون أن حوالي ربع مليون إسرائيلي شاركوا في الاحتجاجات في أكثر من 60 موقعًا في جميع أنحاء البلاد، بما في ذلك حوالي 135000 متظاهر شاركوا في مسيرة من مركز ديزنغوف إلى شارع كابلان في تل أبيب.
عرض منظمو المسيرة في وسط تل أبيب خطابًا من عام 2012 لبنيامين نتنياهو، أعرب فيه رئيس الوزراء عن إيمانه بسلطة قضائية قوية ، وعزمه على حماية استقلال المحاكم الإسرائيلية.

#### 20 فبراير

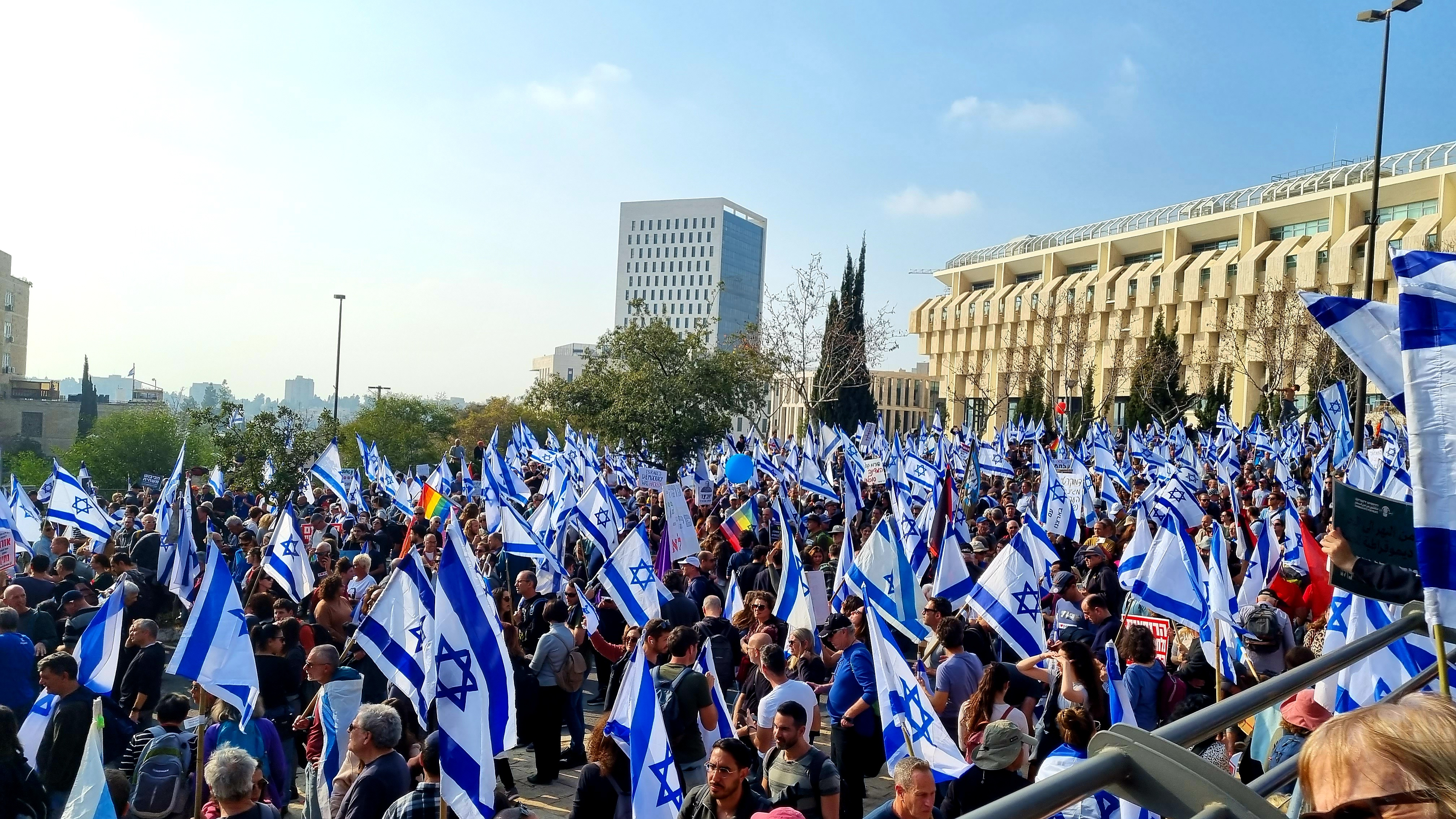
مظاهرة بالقرب من الكنيست في القدس ، 20 فبراير 2023

في 20 شباط / فبراير، تجمع أكثر من 100 ألف شخص خارج الكنيست في القدس للاحتجاج على "التصويت الأولي بكامل هيئته على مشاريع القوانين التي من شأنها أن تمنح السياسيين السيطرة على التعيينات في المحكمة العليا في إسرائيل، وتحد من قدرتها على إلغاء القوانين". أغلق المتظاهرون الطرق السريعة الرئيسية وأوقفوا العديد من المسؤولين من مغادرة مساكنهم. واتهم نتنياهو قيادة الحركة "بتهديدنا بالحرب الأهلية والدماء في الشوارع" خلال اجتماع مع نواب من حزب الليكود.
القدس ــ احتج عشرات الآلاف من الإسرائيليين على خطة الحكومة لتمرير مشروع قانون للإصلاح القضائي يقولون إنه يهدد الديمقراطية. ونزل المتظاهرون من مختلف أنحاء إسرائيل إلى القدس يوم الاثنين للتجمع بالقرب من الكنيست للأسبوع الثاني على التوالي قبل القراءة الأولى للتشريع لتغيير طريقة اختيار القضاة. ويقول العديد من المنتقدين إن هذا التشريع من شأنه أن يقلب نظام الضوابط والتوازنات في البلاد ويركز السلطة في أيدي رئيس الوزراء. كما يقولون إن بنيامين نتنياهو، رئيس الوزراء الذي يحاكم بتهمة الفساد، لديه تضارب في المصالح. ويتهم المحتجون الحكومة بالاستيلاء على السلطة، وقد اجتذبت الاحتجاجات الأسبوعية في تل أبيب منذ أوائل يناير/كانون الثاني عشرات الآلاف من الناس.
وتمضي الحكومة ــ الأكثر يمينية في تاريخ إسرائيل ــ قدما في تنفيذ الخطة على الرغم من المظاهرات غير المسبوقة، والتحذيرات من القادة العسكريين ورجال الأعمال، والدعوات إلى ضبط النفس من جانب الولايات المتحدة.

#### 25 فبراير

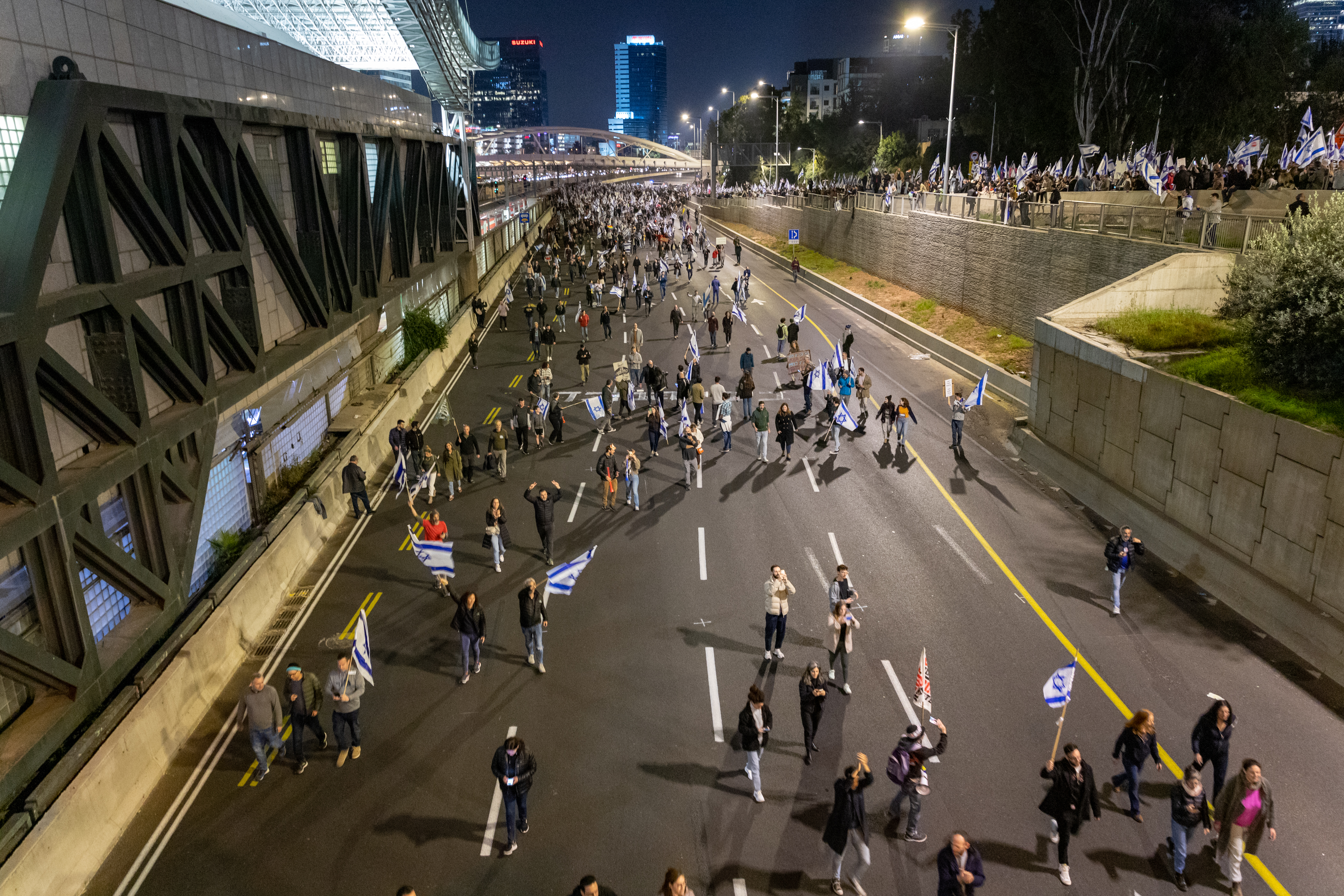
متظاهرون يقطعون طريق أيالون السريع في تل أبيب ، 25 فبراير 2023

استمرت الاحتجاجات في جميع أنحاء البلاد. كان هناك 160 ألف متظاهر في تل أبيب (بحسب القناة 13)، و 30 ألف متظاهر في حيفا (بحسب الشرطة)، وحوالي 5000 في رعنانا (بحسب هآرتس ).
في تل أبيب، سبق الاحتجاج عرض لـ 150 عضوة من مجموعة Bonot Alternativa ("بناء بديل")، يرتدون ملابس حمراء وبيضاء تشبه تلك التي ترتديها الخادمات في المسلسل التلفزيوني حكاية أمة. ظهرت المجموعة احتجاجًا على بعض التغييرات القانونية المقترحة، والتي يعتقدون أنها ستؤذي النساء.
وشارك في الاحتجاجات الخبير الاقتصادي جاكوب فرنكل، المحافظ السابق للبنك المركزي الإسرائيلي، وإليكيم روبنشتاين، نائب رئيس المحكمة العليا الإسرائيلية السابق.
القدس - قال خبير الحشود عوفر جرينبويم ليرون لشبكة CNN إن حوالي 160 ألف شخص تظاهروا في تل أبيب مساء السبت ضد خطط الحكومة الإسرائيلية لإضعاف النظام القضائي في البلاد. وهذا من شأنه أن يجعلها واحدة من أكبر المظاهرات الفردية حتى الآن ضد التشريع. استند جرينبويم ليرون، الرئيس التنفيذي لشركة Crowd Solutions، المتخصصة في ديناميكيات الحشود في الأحداث والأماكن، في تقديراته على صور الطائرات بدون طيار في الساعة 8 مساءً بالتوقيت المحلي. وقال منظمو الاحتجاجات إن 130 ألف شخص إضافي احتجوا في مظاهرات أخرى في جميع أنحاء البلاد مساء السبت. كانت أرقام المنظمين أعلى من تقديرات خبراء مستقلين مثل جرينبويم ليرون. تشهد تل أبيب ومدن أخرى في جميع أنحاء إسرائيل مظاهرات منتظمة ليلة السبت ضد خطط الإصلاح القضائي منذ ثمانية أسابيع.
القدس - قال خبير الحشود عوفر جرينبويم ليرون لشبكة CNN إن حوالي 160 ألف شخص تظاهروا في تل أبيب مساء السبت ضد خطط الحكومة الإسرائيلية لإضعاف النظام القضائي في البلاد. وهذا من شأنه أن يجعلها واحدة من أكبر المظاهرات الفردية حتى الآن ضد التشريع. استند جرينبويم ليرون، الرئيس التنفيذي لشركة Crowd Solutions، المتخصصة في ديناميكيات الحشود في الأحداث والأماكن، في تقديراته على صور الطائرات بدون طيار في الساعة 8 مساءً بالتوقيت المحلي. وقال منظمو الاحتجاجات إن 130 ألف شخص إضافي احتجوا في مظاهرات أخرى في جميع أنحاء البلاد مساء السبت. كانت أرقام المنظمين أعلى من تقديرات خبراء مستقلين مثل جرينبويم ليرون. تشهد تل أبيب ومدن أخرى في جميع أنحاء إسرائيل مظاهرات منتظمة ليلة السبت ضد خطط الإصلاح القضائي منذ ثمانية أسابيع.
القدس ــ في كل مساء سبت من الشهر الماضي، شارك آلاف الإسرائيليين في احتجاجات مناهضة للحكومة في مختلف أنحاء البلاد. وتكشف اللافتات التي صنعوها يدويا عن محور المظاهرات: "الديمقراطية للجميع"، كما تقول إحدى اللافتات بالعبرية والإنجليزية. وتؤكد لافتات أخرى على دعم المشاركين للمحكمة العليا الإسرائيلية، التي تتعرض استقلاليتها للتهديد من قِبَل حكومة رئيس الوزراء بنيامين نتنياهو اليمينية المتطرفة. ومع ذلك، وعلى الرغم من الحركة المتنامية ضد حكومة نتنياهو، كانت هناك أحاديث عن تأجيل الاحتجاج الأخير، الذي عقد يوم السبت الماضي.

### مارس

#### 1 مارس

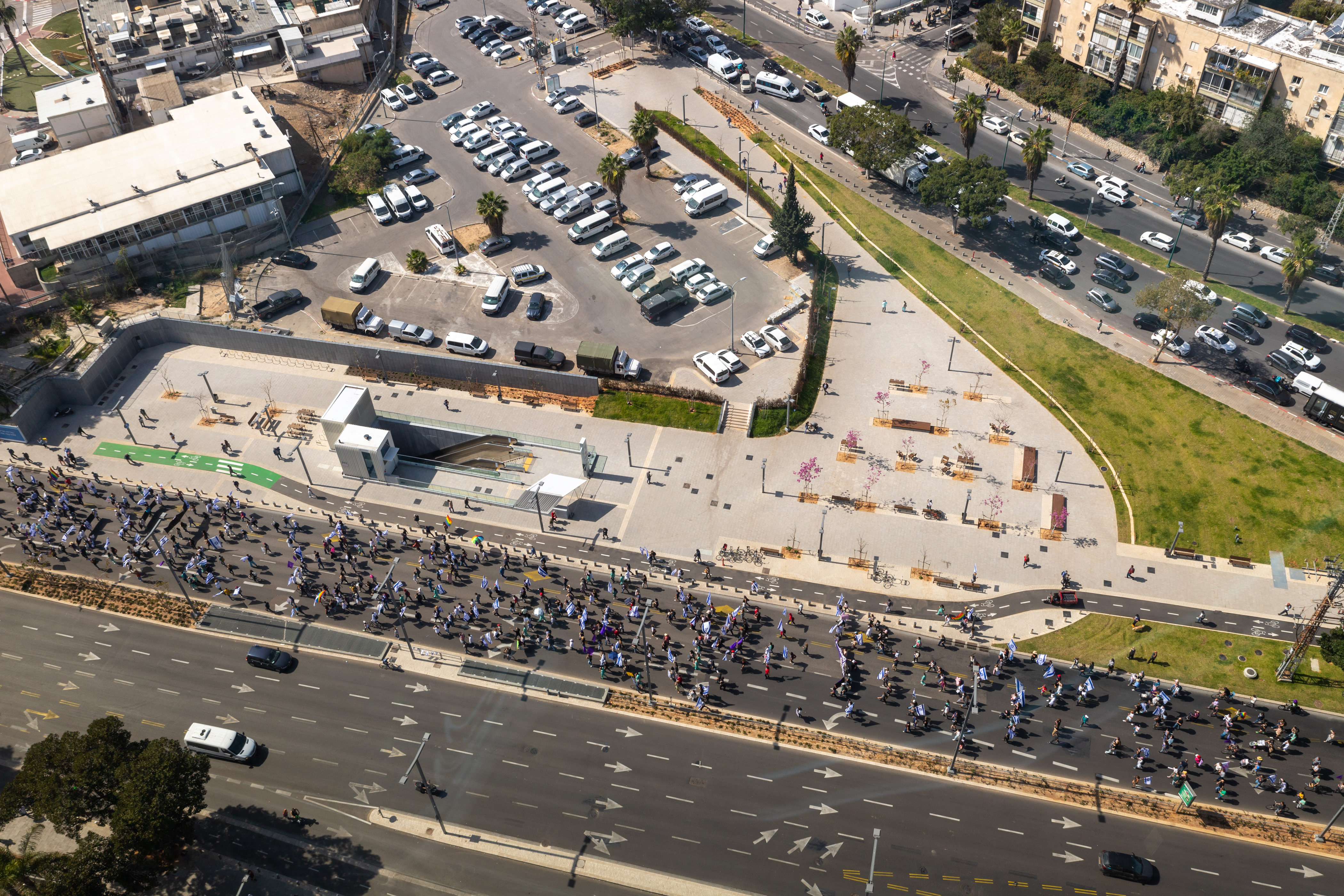
متظاهرون يسيرون على طول شارع بيغن ، تل أبيب ، 1 مارس 2023

تم تحديد 1 مارس "يومًا وطنيًا للاضطراب". حاول المتظاهرون إغلاق طريق أيالون السريع في تل أبيب، لكن الشرطة استخدمت القنابل الصوتية، وشرطة الخيالة، وخراطيم المياه ضد المتظاهرين، واعتقلت عدة أشخاص. قال كل من نتنياهو ووزير الأمن القومي إيتمار بن غفير إن جميع المتظاهرين الذين أغلقوا الطرق فوضويون ويجب اعتقالهم. في وقت لاحق من ذلك المساء، شوهدت زوجة رئيس الوزراء، سارة نتنياهو، في صالون لتصفيف الشعر في تل أبيب. وقف المتظاهرون خارج الصالون لمدة ثلاث ساعات بينما كانت شرطة الخيالة تحرس المدخل. بعد ثلاث ساعات، اصطحبت الشرطة نتنياهو إلى الخارج.
لقد انخفض الشيكل الإسرائيلي بنحو 6% في فبراير/شباط، وهو أدنى مستوى له مقابل الدولار منذ ثلاث سنوات، مع تصاعد الاضطرابات السياسية بسبب الإصلاحات القضائية المثيرة للجدل التي فرضتها حكومة بنيامين نتنياهو اليمينية. وقد خرج ما يقدر بنحو 160 ألف متظاهر إلى شوارع تل أبيب خلال عطلة نهاية الأسبوع، مع تجمع عشرات الآلاف في مدن أخرى، للتظاهر ضد الإصلاح القانوني الذي تخطط له الائتلاف الحاكم، والذي من شأنه أن يضعف القضاء الإسرائيلي بشكل كبير. وقد حملت حشود المتظاهرين لافتات كتب عليها "لا دستور، لا ديمقراطية" و"لن يمروا". وحذر أعضاء مجتمعات الأعمال والأكاديميين والقانونيين وحتى العسكريين في إسرائيل من التغييرات. ووصف رئيس الوزراء الإسرائيلي السابق إيهود باراك الخطط بأنها "اغتيال لإعلان الاستقلال، والذي من شأنه أن يحول إسرائيل إلى دكتاتورية"، ووصف الوضع الحالي بأنه "أسوأ أزمة منذ تأسيس الدولة".

#### 4 مارس
اندلعت الاحتجاجات في أو بالقرب من عسقلان وعراد وبات يام وبئر السبع وحيفا وهرتزليا وحولون والقدس وكريات أونو وكريات شمونة ورعنانا وتل أبيب وأماكن أخرى. قدرت القناة 12 أن 160 ألف شخص شاركوا في الاحتجاجات في تل أبيب وحدها.
وزير الامن القومي ايتمار بن غفير تحدث للصحافة من مقر الشرطة في تل ابيب قائلا انه لا ينوي الاعتذار لاحد "بالتأكيد ليس للفوضويين الذين يسعون الى اشعال دولة تل ابيب".
حضر العديد من نواب المعارضة الاحتجاجات. وحضر زعيم المعارضة يائير لبيد الاحتجاج في هرتسليا، وتحدث زعيم حزب المعارضة إسرائيل بيتنا أفيغادور ليبرمان في أشدود، وتحدث زعيم حزب الوحدة الوطنية بيني غانتس في بئر السبع. بالإضافة إلى ذلك، تحدثت وزيرة التربية والتعليم السابقة وعضو الليكود ليمور ليفنات في الاحتجاج في تل أبيب.
قال موشيه يعلون، مخاطبا المتظاهرين في رعنانا، إن نتنياهو فقد الاتصال بالواقع. وعبرت تسيبي ليفني عن دعمها للاحتجاجات، قائلة إنها كانت أهم احتجاجات حضرتها على الإطلاق. المتحدث الآخر في الحدث في رعنانا كان مفوض الشرطة السابق روني الشيخ.
واظهرت لافتة كبيرة حملها محتجون في تل ابيب صور وزير المالية بتسلإيل سموتريتش ووزير الامن القومي ايتمار بن غفير كتب عليها "حوارة امس اسرائيل غدا" على خلفية صورة من هياج المستوطنين في الضفة الغربية بلدة حوارة.
نزل المتظاهرون إلى شوارع المدن الإسرائيلية للأسبوع التاسع على التوالي لرفض خطة الحكومة لإصلاح النظام القضائي في البلاد. وشارك عشرات الآلاف في مظاهرات ليلة السبت في تل أبيب وأماكن أخرى والتي استمرت سلمية، على عكس الاحتجاجات في وقت سابق من هذا الأسبوع والتي تحولت إلى اشتباكات عنيفة مع الشرطة. وقال رونين كوهين، مدرس التاريخ البالغ من العمر 53 عامًا، لوكالة رويترز للأنباء: "جئت للتظاهر ضد ثورة النظام التي فرضتها الحكومة الإسرائيلية علينا". "آمل أن تؤثر هذه المظاهرة الضخمة وتثبت أننا لن نستسلم". اجتذبت المسيرات حشودًا ضخمة على أساس أسبوعي منذ أوائل يناير، عندما استهدفت حكومة رئيس الوزراء بنيامين نتنياهو المحكمة العليا. يعارض المتظاهرون التشريع الذي يأمل نتنياهو وحلفاؤه اليمينيون والدينيون في تمريره والذي من شأنه أن يحد من سلطات المحكمة العليا في الحكم ضد السلطة التشريعية والسلطة التنفيذية مع منح المشرعين سلطات حاسمة في تعيين القضاة.

#### 8 مارس
شكلت أكثر من 25000 امرأة يرتدين الزي الأحمر سلاسل بشرية في 70 موقعًا في جميع أنحاء إسرائيل، حيث جمعت بين الاحتفال باليوم العالمي للمرأة وموجة الاحتجاجات ضد الإصلاح القضائي للحكومة. تم تنظيم هذا الحدث من قبل "بناء بديل"، وهي منظمة نسائية قاعدية وراء الوقفات الاحتجاجية للخادمة. عند الإعلان عن الحدث في وقت سابق، أعلنت أن النساء الإسرائيليات "يرسمن خطاً أحمر" عندما يتعلق الأمر بانتهاك حقوق المرأة.

#### 9 مارس
وقادت الحركة الاحتجاجية ما سمي "باليوم الوطني للمقاومة". أغلق المتظاهرون الطرق والطرق البحرية، بما في ذلك أحد الطرق السريعة الرئيسية في البلاد، أيالون، الذي يربط جميع طرق المرور الرئيسية المؤدية إلى تل أبيب. عبأت قوافل السيارات على الطريق السريع بين تل أبيب والقدس وتوجهت نحو الصالة الرئيسية في مطار بن غوريون. وجاء الاحتجاج في المطار قبل ساعات من توجه نتنياهو جوا إلى روما للقاء رئيس الوزراء الإيطالي جيورجيا ميلوني.

#### 11 مارس
احتج أكثر من 500000 شخص في العديد من المدن في جميع أنحاء البلاد فيما يعتبر أحد أكبر الاحتجاجات التي حدثت في تاريخ البلاد.

#### 12 مارس
القدس (سي إن إن) - خرج نصف مليون إسرائيلي إلى الشوارع في الأسبوع العاشر على التوالي من الاحتجاجات ضد خطط حكومة بنيامين نتنياهو لإصلاح النظام القضائي في البلاد، كما زعم المنظمون. يبلغ عدد سكان إسرائيل ما يزيد قليلاً عن 9 ملايين نسمة، لذا إذا كانت تقديرات المنظمين صحيحة، فقد خرج حوالي 5٪ من الإسرائيليين للتعبير عن معارضتهم للإصلاحات المقترحة. وقال المنظمون إن ما يقرب من نصف المحتجين - حوالي 240 ألفًا - تجمعوا في تل أبيب. في القدس، تجمع عدة مئات من المتظاهرين أمام منزل الرئيس إسحاق هرتسوغ. حملوا الأعلام الإسرائيلية ورددوا شعارات من بينها "لن تكون إسرائيل دكتاتورية". يوم الخميس، حث هرتسوغ - الذي يعتبر دوره شرفيًا إلى حد كبير - حكومة نتنياهو على سحب تشريع الإصلاح القضائي من على الطاولة.

#### 16 مارس
شارك عشرات الآلاف من الإسرائيليين في الاحتجاجات في جميع أنحاء البلاد. قام قدامى المحاربين في البحرية، في قوارب، بإغلاق الطريق الذي تسلكه السفن التجارية للوصول إلى ميناء حيفا. في إحدى ضواحي تل أبيب، أنشأ المتظاهرون مناطق مؤقتة منفصلة للرجال والنساء عند مواقف الحافلات، كتحذير من "ما ينتظرنا في الجوار".

#### 18 مارس
نزل أكثر من 260 ألف متظاهر إلى شوارع المدن الإسرائيلية  من بينهم 175 ألفًا في تل أبيب، و 20 ألفًا في حيفا، و 18 ألفًا في كفار سابا.

#### 20 مارس
بدأ 15 متظاهرا يقيمون في مخيم أمام مكتب رئيس الوزراء إضرابا عن الطعام.

#### 21 مارس
تجمع حوالي 250 إسرائيليا في حيفا، للاحتجاج على خطة الحكومة لتغيير جذري في القضاء الإسرائيلي، خارج مؤتمر حضره عدد من الأعضاء الرئيسيين في الائتلاف، بما في ذلك نير بركات وميري ريغيف وعيدت سيلمان.
احتج طلاب جامعة حيفا خارج مؤتمر كان من المقرر أن يلقي فيه وزير شؤون المغتربين عميحاي شكلي كلمة.
تظاهر العشرات من الآباء والمعلمين خارج مؤتمر وزارة التربية والتعليم في تل أبيب وآخرون أغلقوا شارع روكاش، وهو طريق رئيسي آخر في شمال تل أبيب.

#### 22 مارس
أغلق مئات المتظاهرين من حركة احتجاج الاحتياط، وهم يلوحون بالأعلام الإسرائيلية وأعلام لواء المظليين، طريقًا رئيسيًا في تل أبيب خارج حدث كان من المقرر أن يتحدث فيه وزير الإسكان إسحاق غولدكنوبف، ووزيرة النقل ميري ريغيف، ورئيس الوزراء بنيامين نتنياهو. انسحب رئيس الوزراء من الحدث واضطر الوزير جولدكنوبف إلى ترك المنصة، مستشهدا بالفرج.

#### 23 مارس
سار آلاف المتظاهرين في مدينة بني براك الأرثوذكسية المتطرفة، حاملين نموذجًا ضخمًا لإعلان الاستقلال. ونزل آلاف آخرون إلى شوارع مدن أخرى في أنحاء إسرائيل. واحتج جنود الاحتياط خارج منزل زعيم حزب شاس أرييه درعي ووزير التربية والتعليم يوآف كيش.
تظاهر المئات من موظفي ومتقاعدي شركة رافائيل لأنظمة الدفاع المتقدمة خارج مصنع الشركة، حاملين لافتات كتب عليها "بدون ديمقراطية لا أمن"، و "هذه حرب الاستقلال الثانية"، و"نحن القبة الحديدية لإسرائيل".
وتجمع في تل أبيب حوالي 1500 جدة إسرائيليات يطلقن على أنفسهن "جدات من أجل الديمقراطية" للاحتجاج على التغييرات القضائية التي تخطط لها الحكومة. وأوضح أحد المشاركين: "هذه الحالة تقوم على حقيقة أننا جميعًا نعمل بجد ونحصل جميعًا على المنافع العامة والاقتصاد الجيد. ولكن ما حدث الآن هو أن مجموعة معينة تريد حلب البقرة حتى الموت وعصر الليمون حتى لا يتبقى شيء ولن نسمح بذلك."

#### 25 مارس
وبحسب المنظمين، حضر أكثر من 630 ألف شخص مسيرات هذا اليوم، وهي الأكبر في تاريخ إسرائيل. وشهدت تل أبيب وحيفا وبئر السبع والقدس أكبر إقبال لهم منذ بدء الاحتجاجات، بما في ذلك أكثر من 300 ألف شخص في تل أبيب. واحتج أكثر من 70 ألف شخص في حيفا وعشرات الآلاف في أشدود وبئر السبع وأور عكيفا ورعنانا. وتجمع مئات المتظاهرين قرب كريات شمونة ورحوفوت. وتجمع المئات بالقرب من نهلال.
في نفس اليوم، دعا وزير الدفاع الإسرائيلي يوآف غالانت إلى وقف الإصلاح القضائي. قال: "شق الخلاف الاجتماعي المتنامي طريقه إلى [الجيش] والأجهزة الأمنية. إنه تهديد واضح وفوري وملموس لأمن إسرائيل". دعا جالانت إلى التوقف قبل أن يصوت المشرعون في الأسبوع التالي على جزء مركزي من مقترحات الحكومة. أقال نتنياهو غالانت من منصبه في اليوم التالي.

#### 26 مارس

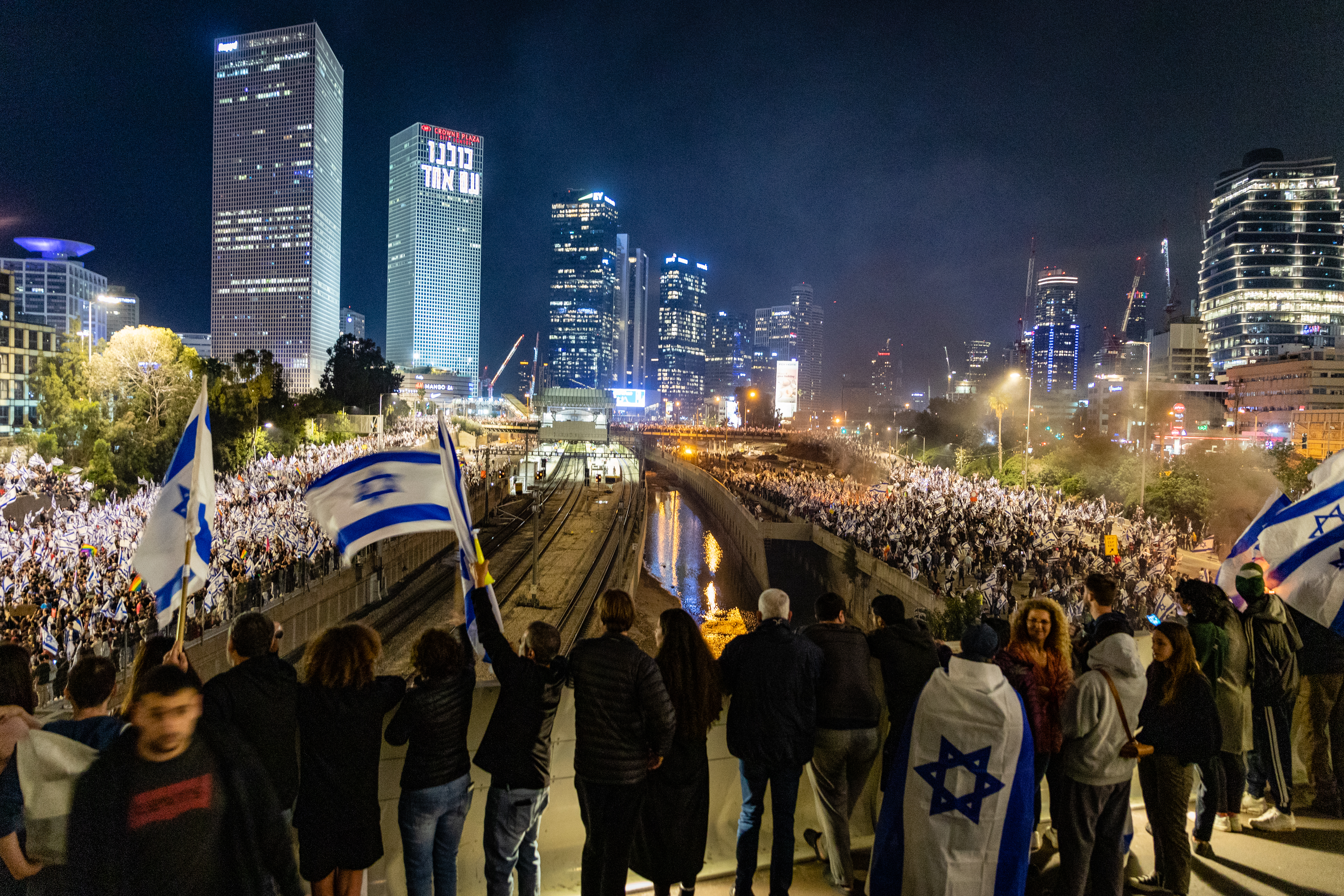
متظاهرون يقطعون طريق أيالون السريع في تل أبيب ، 26 مارس 2023

رداً على إطلاق النار على وزير الدفاع جالانت، قام مئات الآلاف من المتظاهرين بإغلاق الطرق عبر إسرائيل، في أكثر من 150 موقعًا.
استقال أساف زمير، القنصل العام الإسرائيلي في نيويورك، من منصبه بعد إقالة غالانت من أجل "الدفاع عن الصواب والنضال من أجل القيم الديمقراطية التي أؤمن بها". أعلنت الجامعات الإسرائيلية (باستثناء جامعة أرييل الواقعة في الضفة الغربية) عن إضراب إلى أجل غير مسمى، بما في ذلك وقف جميع الفصول وإجراء الأبحاث احتجاجًا على تصرفات الحكومة. أعلن 23 من قادة المجالس المحلية عزمهم بدء إضراب عن الطعام أمام مكتب رئيس الوزراء، مطالبين بوقف الإصلاح القضائي.
تصاعدت حدة المتظاهرين وساروا باتجاه مقر إقامة نتنياهو. ووردت أنباء عن كسر الحواجز الأمنية، لكن الشرطة أنكرت هذه التقارير.

#### 27 مارس
دعا الرئيس الإسرائيلي إسحاق هرتسوغ رئيس الوزراء بنيامين نتنياهو إلى وقف العملية التشريعية على الفور. قال: "من أجل وحدة شعب إسرائيل ومن أجل المسؤولية، أدعوكم إلى وقف التشريع فوراً. أتوجه إلى جميع قادة الأحزاب في الكنيست والائتلاف والمعارضة كواحد وضع مواطني الأمة فوق كل اعتبار، والتصرف بمسؤولية وشجاعة دون مزيد من التأخير".
أعلن رئيس اتحاد عمال الهستدروت، أرنون بار دافيد، إضرابًا عامًا على مستوى البلاد، تلاه إعلان النقابات العمالية والشركات الكبرى عن مشاركتها في الإضراب. أعلن قادة الاحتجاج من صناعة التكنولوجيا الفائقة عن إغلاق كامل لصناعة التكنولوجيا في البلاد. وجه رئيس نقابة عمال المطارات الإسرائيلية عمال المطار بإغلاق مطار بن غوريون. أعلنت نقابة الأطباء الإسرائيلية عن تجميد فوري لنظام الرعاية الصحية. يمثل هذا الإضراب "المرة الأولى في تاريخ دولة إسرائيل [التي] يتحد فيها قطاع الأعمال، جنبًا إلى جنب مع الهستدروت والحكومة المحلية، لإنقاذ البلاد من الفوضى الرهيبة"، كما قال دوبي أميتاي، رئيس اللجنة. رئاسة منظمات الأعمال الإسرائيلية. أُغلقت سفارات إسرائيل في الولايات المتحدة والمملكة المتحدة اليوم، لتنضم إلى إضراب عالمي للدبلوماسيين بسبب التغييرات المقترحة في النظام القضائي.
استمرت الاحتجاجات الجماهيرية في جميع أنحاء إسرائيل في وقت لاحق من ذلك اليوم، وحدث أكبرها أمام الكنيست. وشارك في الاحتجاج أكثر من مائة ألف شخص مطالبين بوقف كامل للتشريع.
مع ظهور تقارير تفيد بأن نتنياهو قد يؤجل التشريع القضائي، دعا اليمين أنصاره إلى التظاهر. وصل عشرات الآلاف من مؤيدي الإصلاح إلى خارج المحكمة العليا، ودعوا الحكومة إلى عدم الانصياع للضغط والاستمرار في العمل كما هو مخطط.
استجابة للضغوط المتزايدة وافق نتنياهو على تأجيل التشريع القضائي لمدة شهر. ومع ذلك، قال المتظاهرون إنهم سيواصلون التظاهر حتى يتم إلغاء التشريع بالكامل. في اتفاق مع وزير الأمن القومي إيتمار بن غفير، الذي هدد بالاستقالة إذا تم وقف التشريع، وعد نتنياهو بتعزيز تأسيس الحرس الوطني، الذي كان من المقرر أن يرأسه بن غفير.
وافق رئيس الوزراء الإسرائيلي بنيامين نتنياهو مساء الاثنين على تعليق خطة مثيرة للانقسام لإصلاح النظام القضائي في إسرائيل حتى جلسة البرلمان المقبلة بعد اضطرابات واسعة النطاق. ومع إضرابات غير مسبوقة ضربت إسرائيل، قال نتنياهو إنه أرجأ التصويت على الإصلاح القضائي للسماح بالوقت للوصول إلى إجماع. وقال في خطاب متلفز: "سأستخدم كل حجر من أجل إيجاد حل". "نحن في ذروة الأزمة التي تهدد وحدتنا الأساسية". لكنه أكد أن الإصلاح لا يزال ضروريًا. وقال: "تدرك غالبية كبيرة من الجمهور اليوم ضرورة الإصلاح الديمقراطي في النظام القضائي". تحدث نتنياهو بعد يوم مشلول رفض فيه مئات الآلاف من الناس العمل احتجاجًا على اقتراح الحكومة. تم إلغاء الإضراب العام بعد خطابه.

#### 30 مارس
وتظاهر الآلاف في تل أبيب دعما للإصلاح. حصلوا على إذن من الشرطة للقيام بالمسيرة على طريق أيالون السريع.

### أبريل

#### 1 أبريل
استمرت الاحتجاجات ضد التغييرات القضائية، حيث بلغ عدد المتظاهرين في تل أبيب ما بين 165،000 (بحسب القناة 12) و 230،000 (بحسب المنظمين). الآلاف في حيفا والقدس ورعنانا ومفترق غوما. والمئات في الجليل ورحوفوت ونص زيونا ومفرق كرميئيل. وفي حيفا، منعت الشرطة المتظاهرين الذين كانوا يرفعون الأعلام الفلسطينية من الانضمام إلى التظاهرة. تظاهر مئات من أنصار التغييرات القضائية في تل أبيب وكفار سابا.

#### 3 أبريل
خرجت مظاهرات مؤيدة للإصلاح خارج مقر إقامة الرئيس هرتسوغ. ورفع المتظاهرون لافتات بالعبرية كتب عليها "بنيامين نتنياهو، شعب إسرائيل معك".
تل أبيب - في بحر من الأعلام الإسرائيلية، يحمل يفتاح جولوف علمًا يبدو مختلفًا بعض الشيء. من بين مئات الآلاف من المتظاهرين الذين نزلوا إلى الشوارع للأسبوع الثالث عشر على التوالي يوم السبت، يرفع جولوف علمًا بنيًا يمثل مجموعة تسمى "الأخوة والأخوات في السلاح". إنهم من المحاربين القدامى - كثيرون، مثل جولوف، من قوات النخبة - الذين يشعرون الآن أنهم يقاتلون في ساحة معركة جديدة: لإنقاذ الديمقراطية الإسرائيلية. قال جولوف وهو يشق طريقه عبر المتظاهرين في شارع كابلان في تل أبيب، بين ناطحات السحاب التي تضم العديد من شركات التكنولوجيا العالية في إسرائيل: "نعتقد أن هذه هي مسؤوليتنا أن نعود مرة أخرى إلى علم الأمة لوقف هذا الجنون للدفاع عن إسرائيل". خلال الانتفاضة الثانية، في أوائل العقد الأول من القرن الحادي والعشرين، خدم جولوف في وحدة استطلاع تابعة للقوات الخاصة. لم يكن سياسيًا بشكل خاص من قبل، وركز بشكل أكبر على الحصول على درجة الدكتوراه في الفيزياء الحيوية من جامعة تل أبيب. ولكن عندما بدأت حركة الاحتجاج ضد خطة الحكومة الإسرائيلية لإصلاح القضاء في يناير/كانون الثاني، حضر جولوف إحدى المظاهرات وسرعان ما أصبح واحداً من آلاف المحاربين القدامى، والآن جنود الاحتياط العسكريين، الذين تبنوا القضية باعتبارها مهمتهم الجديدة. وذهب البعض، بما في ذلك جنود الاحتياط النخبة في سلاح الجو، إلى أبعد من ذلك، حيث هددوا بعدم الاستجابة لدعوة التدريب أو حتى الخدمة احتجاجاً على خطط الحكومة للتغييرات القضائية المزمعة، والتي من شأنها أن تمنح الأحزاب الحاكمة المزيد من السيطرة على القضاء في إسرائيل.

#### 8 أبريل

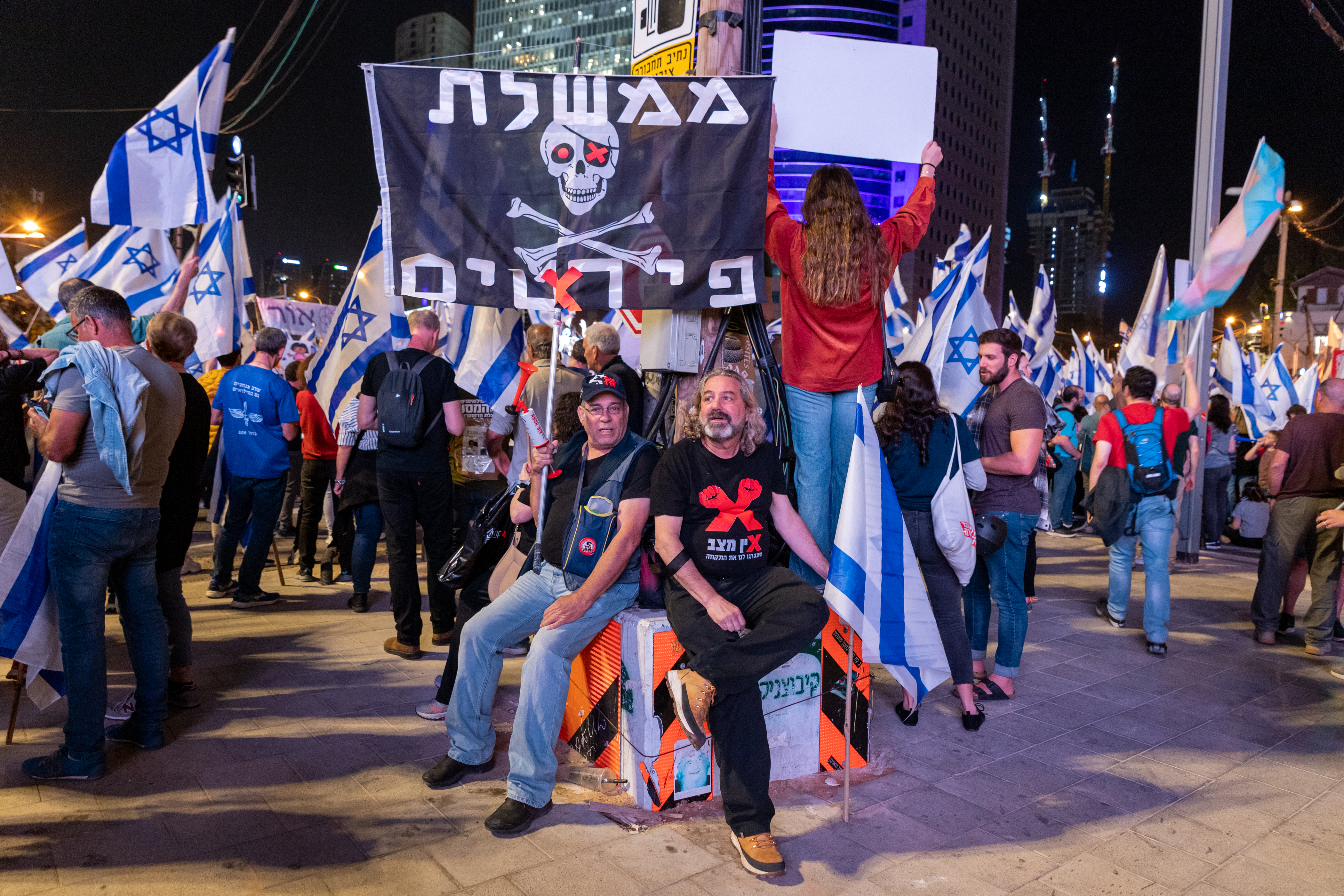
متظاهرون في تل أبيب ، 8 أبريل 2023

شارك مئات الآلاف من الأشخاص في احتجاجات في جميع أنحاء البلاد، بما في ذلك 140.000 في تل أبيب. ورفع المتظاهرون في عدة مظاهرات لافتات تصور رئيس الوزراء نتنياهو على أنه فرعون مصري، كتب عليها "أطلقوا شعبي" ، في إشارة إلى مناشدة موسى للفرعون السماح للعبيد الإسرائيليين بمغادرة مصر.
المتحدث الرئيسي في احتجاج تل أبيب كان وزير الدفاع السابق موشيه يعلون. ومن بين المتحدثين الآخرين الفيزيائية وزعيمة الاحتجاج شيكما بريسلر. مئير شطريت، الذي شغل منصب وزير العدل والمالية في حكومات الليكود السابقة، خاطب الاحتجاج في حيفا، وكذلك فعل اللواء عاموس مالكا، رئيس المخابرات العسكرية السابق. وزيرة الخارجية السابقة تسيبي ليفني تحدثت في الاحتجاج في كفار سابا. ومن المتحدثين الآخرين في احتجاجات هذا اليوم رئيس الموساد السابق داني ياتوم، والنائبة يسرائيل بيتينو يوليا مالينوفسكي، والناشطة النسوية الأرثوذكسية المتشددة تسيبي لافي والنائبة السابقة تيهيلا فريدمان-ناشالون.

#### 10 أبريل
تظاهر المئات من المعارضين للتغييرات القضائية في تل أبيب في المساء، بعد أن ألقى رئيس الوزراء نتنياهو خطابًا ألقى فيه باللوم على المتظاهرين وأحزاب المعارضة في الهجمات الإرهابية الأخيرة والتصعيد العسكري الأخير بين إسرائيل وجيرانها.

#### 12 أبريل
واحتج المئات من معارضي التغييرات القضائية خارج مركز مجتمعي في الخضيرة، حيث حضر رئيس الوزراء نتنياهو احتفال عيد الفصح. تجمع العشرات من أنصار نتنياهو في مظاهرة مضادة.

#### 15 أبريل
تظاهر مئات الآلاف من الإسرائيليين، للأسبوع الخامس عشر على التوالي، ضد التغييرات القضائية المخطط لها، مع مظاهرات في 150 موقعًا في جميع أنحاء البلاد. استقطب الحدث الرئيسي في تل أبيب حوالي 160.000 متظاهر وحدث نتانيا حوالي 24.000.
نظمت منظمة إن أردتم اليمينية احتجاجات مضادة لدعم التغييرات في 12 موقعًا في جميع أنحاء البلاد. وفقًا لتايمز إسرائيل، "يبدو أن هؤلاء لم يجتذبوا حشودًا كبيرة"، بينما وفقًا للقناة 14، اجتذبت الاحتجاجات المضادة آلاف المؤيدين، ووفقًا لعروتش شيفع، فقد اجتذبت عشرات الآلاف.

#### 27 أبريل
لقد نجح اليمين الإسرائيلي في إظهار قوته يوم الخميس 27 إبريل/نيسان، وذلك بإخراج ما يقرب من 200 ألف شخص إلى شوارع القدس، دعماً للإصلاح القضائي الذي تبنته حكومة بنيامين نتنياهو. وقد تجمع المتظاهرون بالقرب من الكنيست، على أمل إثبات أن الإصلاح، على الرغم من معارضة جزء كبير من البلاد له، لم يمت بعد. وقد قرر رئيس الوزراء "تجميد" الإصلاح في 28 مارس/آذار، من أجل إجراء مفاوضات مع المعارضة، على الرغم من أن هذه المحادثات تبدو في طريق مسدود في الوقت الحالي.
تجمع آلاف الإسرائيليين في وسط تل أبيب للمشاركة في أحدث احتجاج أسبوعي ضد خطط الحكومة لإصلاح القضاء قبل أيام فقط من عودة المشرعين لحضور جلسة برلمانية جديدة. واصل معارضو مشروع قانون الإصلاح القضائي المظاهرات في المركز التجاري وفي جميع أنحاء البلاد منذ يناير، على الرغم من تجميد رئيس الوزراء بنيامين نتنياهو لبرنامج الإصلاح المثير للجدل قبل شهر. "التاريخ يراقبك"، هكذا كانت لافتة مرفوعة يوم السبت في التجمع في تل أبيب، حيث أشعل المتظاهرون النيران ولوحوا بالأعلام الوطنية في أحدث عرض للسخط السياسي. قال محمد جمجون من قناة الجزيرة، الذي قدم تقريره من موقع الاحتجاج، إنه يبدو أن الاحتجاجات حافظت على زخمها منذ أوقف نتنياهو الخطط. وقال: "هذا هو الشهر الرابع من الاحتجاجات الأسبوعية. يقول كل من تحدثنا إليه في تل أبيب إنهم سيستمرون في الخروج لأنهم يعارضون بشدة خطة الإصلاح القضائي هذه". انقسم المجتمع الإسرائيلي بشدة بشأن التشريع المقترح، الذي يسعى إلى إضعاف المحكمة العليا ومنح السياسيين نفوذاً أكبر على اختيار القضاة.